# Misool

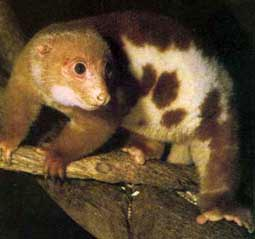
Couscous tacheté (Spilocuscus maculatus).

Misool est une île indonésienne située en mer de Céram. Elle est l'une des quatre principales îles de l'archipel des Raja Ampat et appartient au kabupaten de Raja Ampat dans la province de Papouasie du Sud-Ouest.

## Géographie
Misool est située au sud-ouest de la péninsule de Doberai en Nouvelle-Guinée occidentale dont elle est séparée par la mer de Céram. Sa superficie est de 2 034 km2 et son point culminant s'élève à 535 m. Les principaux villages sont Waigama, situé sur la côte nord de l'île, et Lilinta. La langue parlée sur Misool est le biga.

## Faune

### Mammifères
Echymipera kalubu (Bandicoot), Echymipera rufescens, Dorcopsis muelleri, Phalanger orientalis (Couscous gris), Spilocuscus maculatus (Couscous tacheté), Petaurus breviceps (Phalanger volant)

#### Chauve-souris
Macroglossus minimus, Nyctimene aello, Pteropus conspicillatus (Renard volant à lunettes), Asellicus tricuspidatus, Pipistrellus papuanus

### Poissons
Melanotaenia misoolensis (Poisson arc-en-ciel de Misool)